# Drycothaea brasiliensis
Drycothaea brasiliensis es una especie de escarabajo longicornio del género Drycothaea, familia Cerambycidae. Fue descrita científicamente por Breuning en 1968.
Habita en Bolivia, Brasil y Guayana Francesa. Los machos y las hembras miden aproximadamente 8-11,3 mm. El período de vuelo de esta especie ocurre en los meses de mayo, julio, septiembre y noviembre.